# إبراهيم شعراوي
إبراهيم شعراوي (1928-) هُو مؤلف وشاعر مصري وُلد في أسوان، وتلقّى تعليمه الأولي بالنوبة والتحق بكلية التِجَارَة بجامعة القاهرة، شَارَك في تَأسِيس جمعية ثقافة الطَفل بِالقاهرة الَّتِي ضمت مَجمُوعَة من المشتغلين بالفكر والأدب مِثل الدكتورة سهير القلماوي وعبد التواب يوسف وفضيلة توفيق، نَشر أشعاره في صحف ومجلات عربية، ومارس النَّقد الأدبي في عدَّة مجلات، اتجه مُنذ 1964 إلى الشعر الصوفي حتَّى صار من أهم أعلامه.

## مؤلفاته
- «ديوان أغاني المعركة» 1956.
- «ديوان أغاني الزاحفين» (بالاشتراك)، القاهرة: دار الدموقراطية الجديدة، 1957.[2]
- «ديوان سرب البلشون» (بالاشتراك) 1965.
- «راضية : عن الحكايات النوبية»، دار الكتاب العربي، 1967.[3]
- «وادي القرود»، 1969.[4]
- «الخرافة والأسطورة في بلاد النوبة»، الهيئة المصرية العامة للكتاب، 1984.[5][6]
- «الوسام أوبريت»، القاهرة : الهئية المصرية العامة للكتاب، 1987.[7]
- «ديوان أبطال الكلمة»، 1998.[8]
- «حكايات وأغاني على حروف الهجاء»، 1999.[9]
- «دراسة عِند حسن الشاعر محمد جمال عامر وعلم الحربة والحرية للاطفال»، الدار المصرية اللبنانية، 2005.[10]
- «تأملات في شعر الدكتور زهران محمد جبر»، مكتبة الآداب، 2012.[11]